# Linka RER D

RER D je označení jedné z pěti tras příměstské železnice RER v Paříži a regionu Île-de-France. V systému MHD je značena zelenou barvou. Vede severo-jižním směrem přes centrum Paříže, kde má zastávky v uzlových železničních bodech Gare du Nord a Gare de Lyon a v centrální přestupní stanici Châtelet – Les Halles. Linka se člení do několika větví, přičemž konečné stanice na severu mají lichá čísla a konečné stanice na jihu čísla sudá. Trasa je dlouhá 197 km, má 59 stanic v 70 městech a obcích a ročně přepraví 145 miliónů cestujících, což ji řadí v rámci RER na třetí místo. Linku provozuje společnost SNCF. Nejvzdálenější stanice na jihu a severu se nacházejí již mimo zóny zdejší integrované dopravy.

## Historie
Provoz na lince D začal v roce 1987, kdy byla otevřena severní větev Châtelet – Les Halles — Villiers-le-Bel. O rok později se severní konečná posunula do Goussainville a v roce 1990 do Creil. Od roku 1995 využívají vlaky nový tunel v úseku Châtelet – Les Halles — Gare de Lyon a začínají jezdit do Melunu, La Ferté-Alais a postupně i do dalších destinací na jih od Paříže.
V prosinci 2018 byla kvůli častým nepravidelnostem provedena úprava provozu linky RER D, která spočívá ve zjednodušení provozu a zavedení přestupů, které zabraňují přenášení nepravidelností z jižní části linky na severní. Od zavedení těchto změn je možné přímé spojení z Paříže pouze směr Melun (přes Lieusaint - Moissy) a Corbeil-Essonnes (přes Grigny a Évry). Cestující do ostatních stanic (například Malesherbes) musí přestupovat v Juvisy či Corbeil-Essonnes. Nespokojenost cestujících s těmito změnami vyústila v zavedení nové linky S systému Transilien, která bude od prosince 2024 jezdit po trase Paris-Gare-de-Lyon — Corbeil-Essonnes — Malesherbes.

## Charakteristika
Severní konečná se nachází mimo pásmo integrované dopravy ve městě Creil. Trať odtud vede jižním směrem přes Orry-la-Ville - Coye, Saint-Denis a kolem Národního stadionu, kde zajíždí do podzemí. V Paříži se linka D v úseku Gare du Nord — Châtelet – Les Halles dělí o tunel s linkou B, což vede během dopravních špiček ke každodenním dopravním problémům vyžadujícím pravidelné dispečerské zásahy. Od stanice Châtelet – Les Halles pokračuje rovnoběžně s linkou A ke stanici Gare de Lyon. Odtud trať vede již po povrchu po pravém břehu Seiny do stanice Villeneuve-Saint-Georges, kde se poprvé větví. Jedna větev pokračuje přes Lieusaint - Moissy do Melunu, druhá přejíždí Sienu a ve stanici Viry-Châtillon se opět dělí. Obě tratě poté vedou souběžně (jedna vede přes Grigny a Évry, druhá podél Sieny) do Corbeil-Essonnes, kde se opět spojí. Za touto stanicí dochází k poslednímu větvení, jedna trať pokračuje do Melunu a druhá do Malesherbes.

Plán linky RER D

## Další rozvoj
Do budoucna se počítá s výstavbou druhého tunelu (dalších dvou kolejí) mezi stanicemi Gare du Nord a Châtelet – Les Halles, který by umožnil úplné provozní oddělení linek B a D. Současný dvoukolejný tunel je schopný pojmout pouze 32 vlaků za hodinu v jednom směru (20 vlaků RER B a 12 vlaků RER D), což ve špičkách způsobuje dopravní problémy a taktéž znemožňuje další rozvoj sítě RER přidáváním dalších spojů.

## Vozový park
Provoz na lince RER D zajišťují dvě generace poschoďových elektrických jednotek. Starší z nich jsou dvousystémové (1,5kV DC a 25kV AC) jednotky řady Z 20500, vyráběné v letech 1988 až 1998. Od roku 2019 jsou na spojích z Juvisy přes Ris-Orangis a Corbeil-Essonnes do Melunu či Malesherbes nasazovány jednotky řady Z 57000 (Bombardier Regio 2N), rovněž dousystémové, které nahradily starší jednosystémové jednotky Z 5600. Na polovinu roku 2024 je plánováno zahájení provozu nových sedmivozových jednotek řady Z 58500 (Alstom RER NG), které mají postupně nahradit starší jednotky Z 20500.

## Názvy vlaků
Vlaky RER nemají čísla, ale jsou rozlišovány jmény, skládajícími se ze čtyř písmen. Každá konečná stanice má přiřazené vlastní písmeno, kterým začíná název vlaku. Od 14. prosince 2008 byl tento systém zdokonalen tak, že i další písmena mají svůj význam a charakterizují danou linku. Rozlišení jednotlivých stanic a charakteristik je následující:
1. písmeno (konečná stanice)
- A = Gare du Nord (AOLO)
- B = Malesherbes (BIPE, BIPO, BOPO, BOSO)
- D = Gare de Lyon (DECA, DIPA, DIPE, DOCA, DOLO, DOPA, DOVA, DUCA)
- F = Goussainville (FOLA, FOPA, FOVA, FUCA)
- J = Juvisy-sur Orge (JOPA, JOVA)
- L = Orry la Ville – Coye (LOLA, LOPA, LOVA, LUCA)
- M - Châtelet - Les Halles (MIPA, MIPE, MOLO, MOPA)
- N = Combs-la-Ville - (Quincy NOCO, NUCO)
- R = Corbeil-Essonnes (RIPE, RIPO, ROPO, ROSA, ROVO)
- S = Creil (SOLA, SOPA, SOVA, SUCA)
- T = La Ferté – Alais (TIPE)
- U = Stade de France - Saint-Denis (UOVA, UUCA)
- V = Villiers-Le-Bel - Gonesse - Arnouville (VIPE, VOLA, VOPA, VOVA, VUCA)
- X = Villeneuve – Saint-Georges
- Z = Melun (ZECO, ZICO, ZIPE, ZIPO, ZOPO, ZOVO, ZUCO)

2. písmeno (druh vlaku)
- A = bez zastavení mezi Le Vert de Maisons ↔ Villeneuve-Saint-Georges
- E = bez zastavení mezi Gare de Lyon ↔ Montgeron - Crosne nebo bez zastavení mezi Gare de Lyon ↔ Juvisy-sur-Orge
- I = bez zastavení mezi Gare de Lyon ↔ Villeneuve-Saint-Georges
- O = osobní vlak zastavující ve všech zastávkách v úseku Gare de Lyon ↔ Juvisy-sur-Orge (větev D6) nebo Montgeron - Crosne (větev D2)
- U = bez zastavení mezi Maisons-Alfort - Alfortville ↔ Villeneuve-Saint-Georges

3. písmeno (druh linky)
- C = větev Combs-La-Ville - Quincy (D2)
- L = vlak jede pouze v úseku Creil ↔ Juvisy-sur-Orge
- P = větev Évry-Courcouronnes (D4)
- S = vlak jede pouze mezi Malesherbes (nebo La Ferté-Alais) ↔ Corbeil-Essonnes nebo mezi Melun ↔ Corbeil-Essonnes
- V = větev Ris-Orangis (D6)

4. písmeno (druh linky)
- A = vlak jedoucí od jihu na sever a stavějící ve Viry-Châtillon
- E = vlak nestaví ve Viry-Châtillon (platí pro vlaky na větvi Corbeil-Essonnes D6)
- O = vlak jedoucí od severu na jih a stavějící ve Viry-Châtillontrain

## Galerie

Logo RER D podle standardů Île-de-France Mobilités
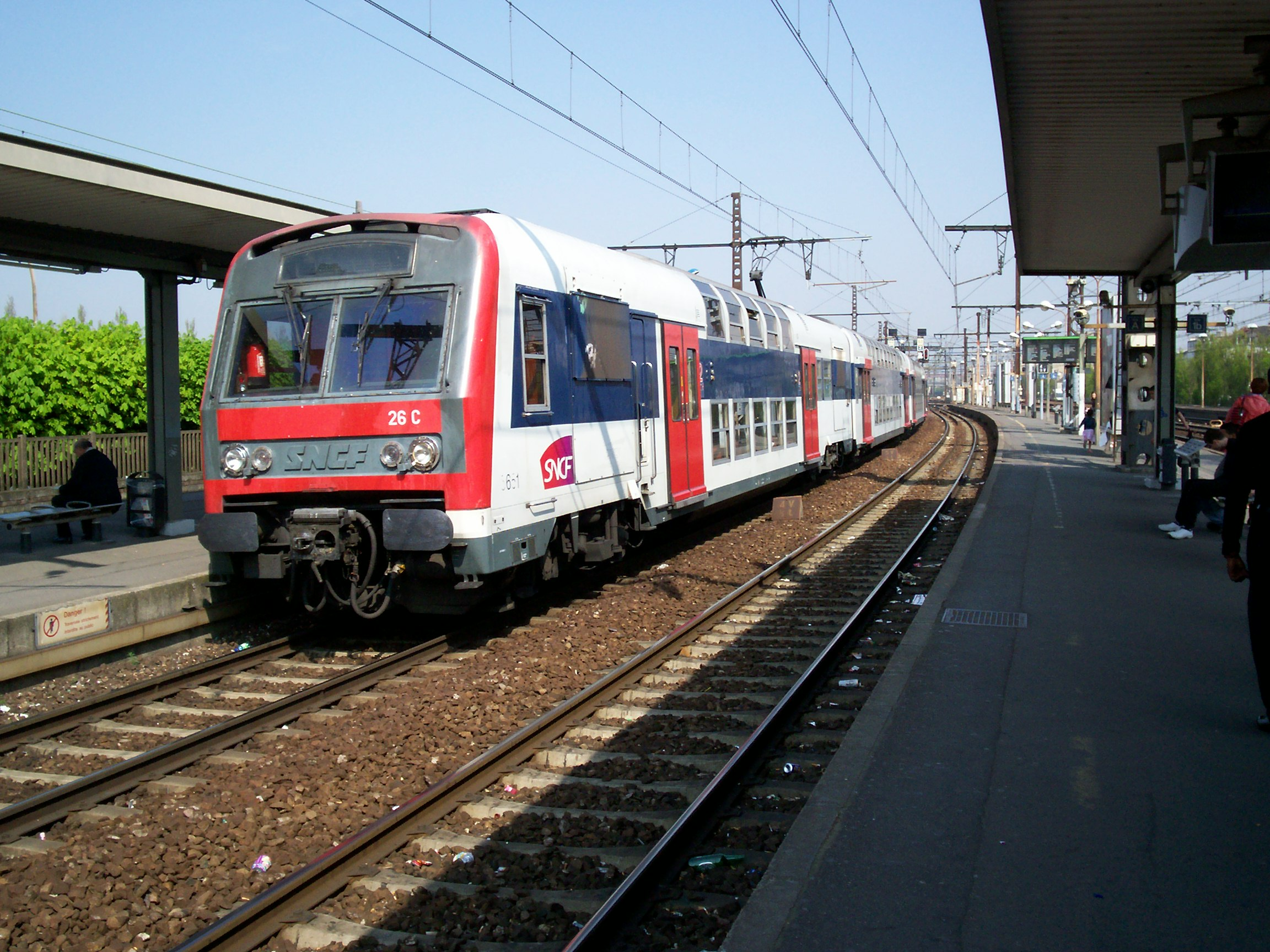
Jednotka Z 5600 ve stanici Villeneuve-Saint-Georges
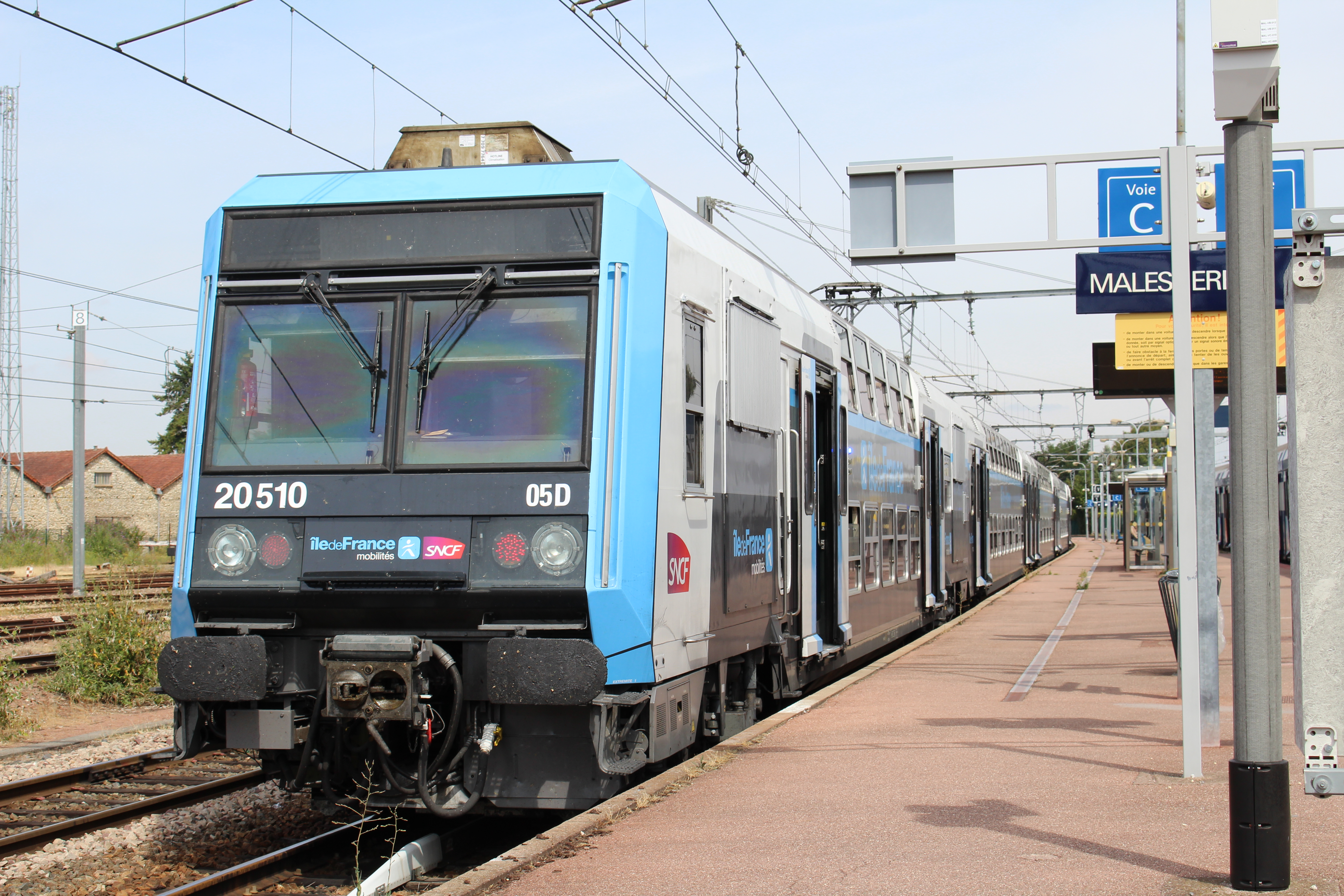
Z 20500 ve stanici Malesherbes.
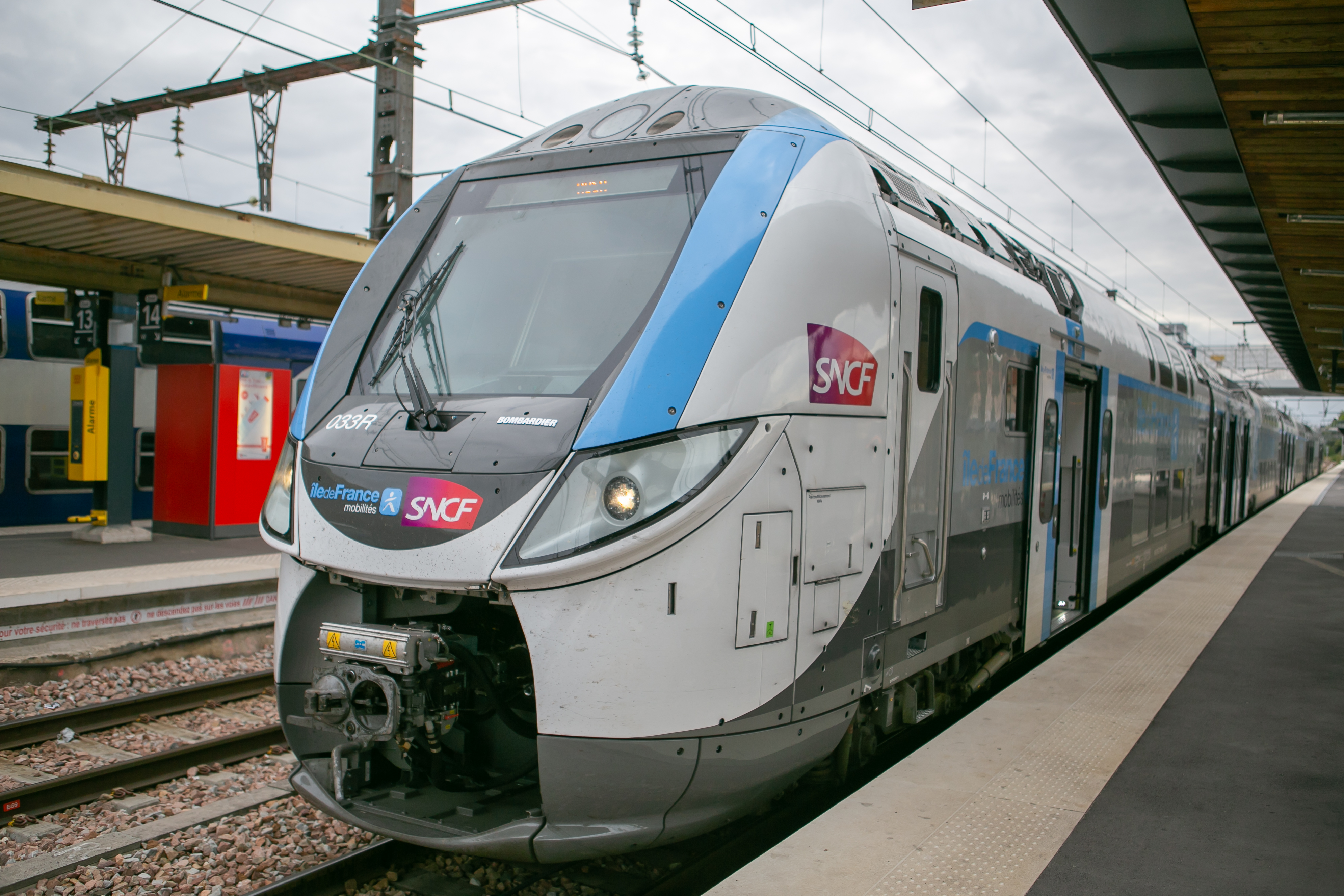
Jednotka Regio 2N
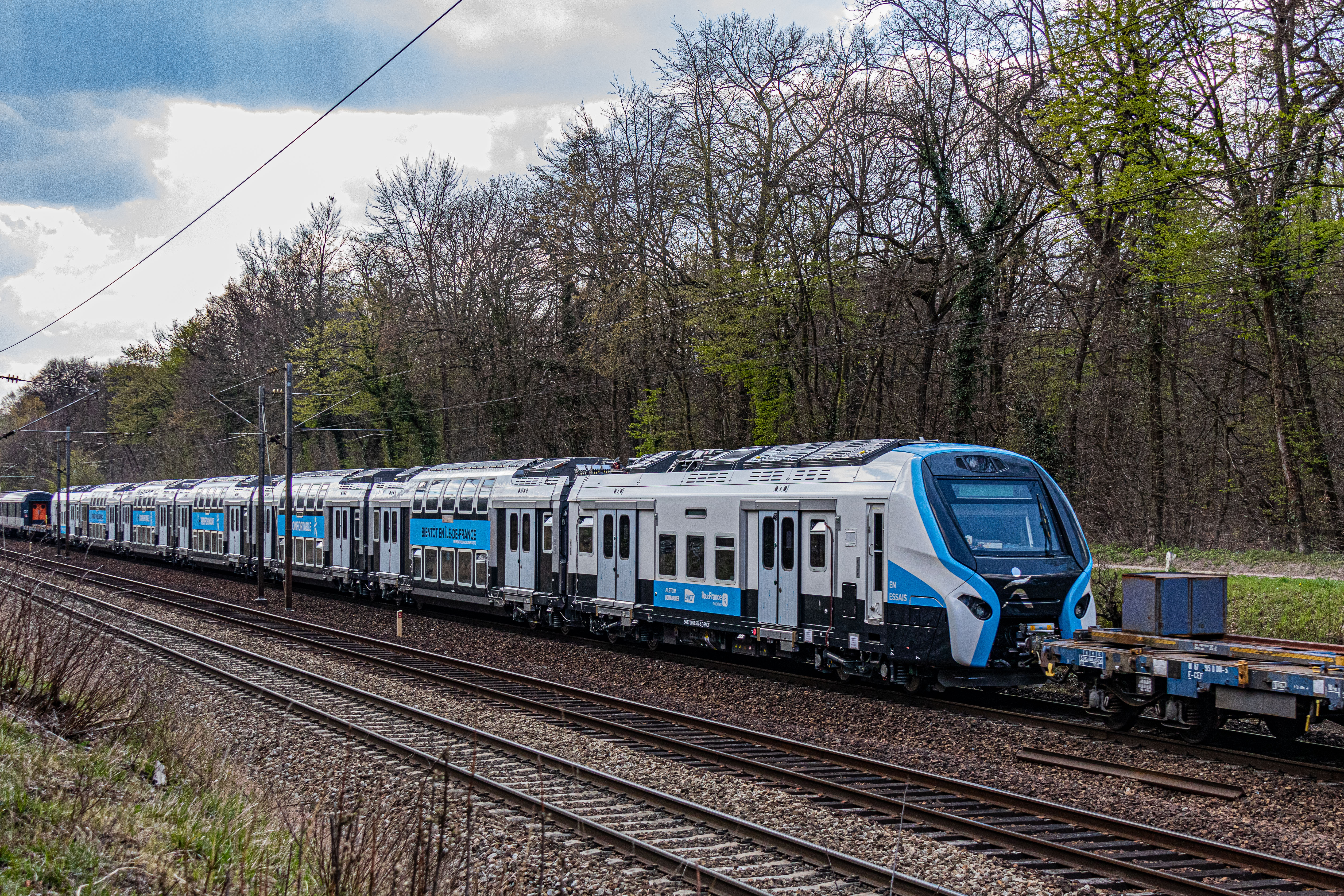
Jednotka řady Z 58500 (RER NG)
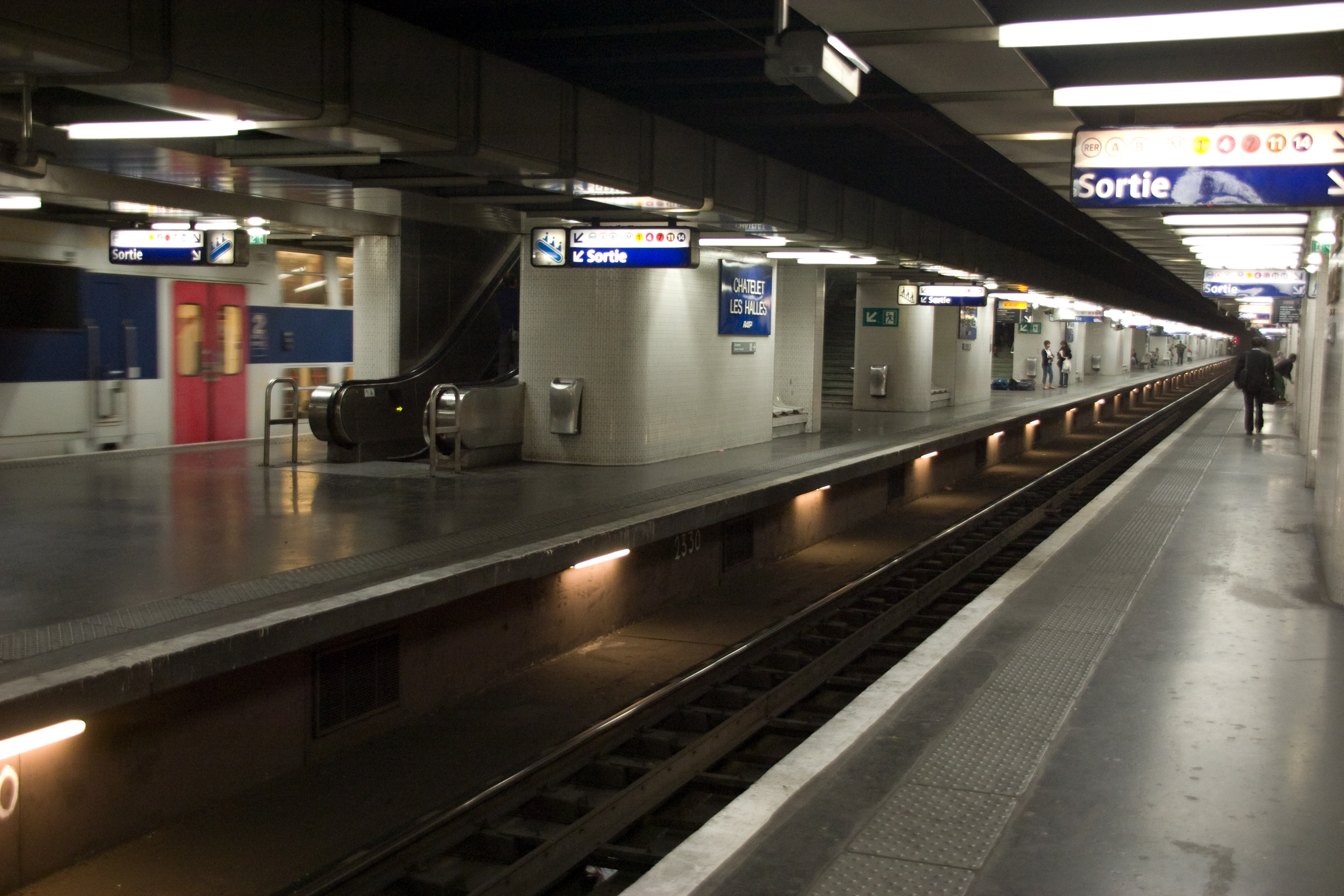
Přestupní stanice Châtelet – Les Halles v srdci Paříže
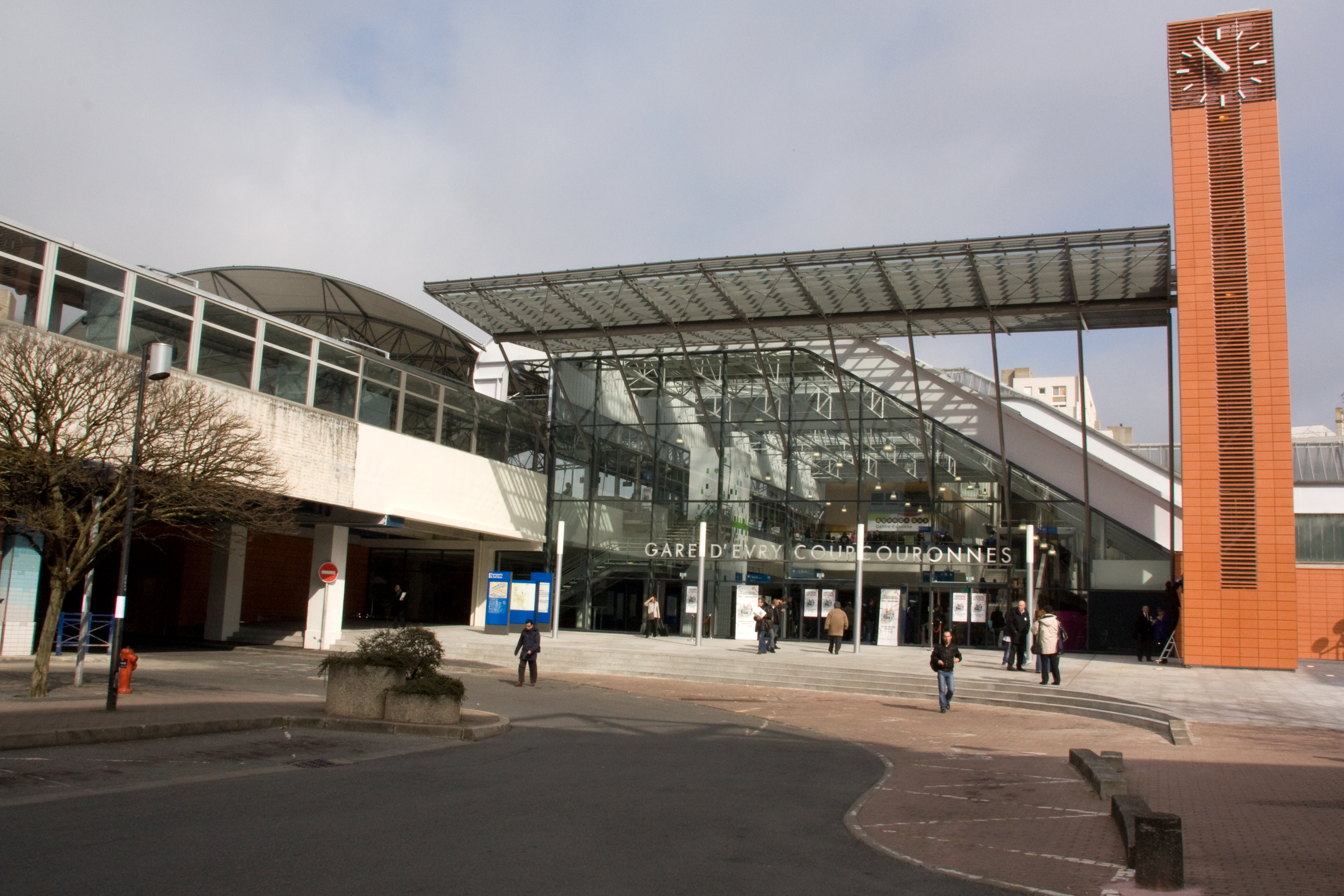
Stanice Evry-Courcouronnes